# Chiesa della Pietà dei Turchini
La chiesa di Santa Maria dell’Incoronatella nella Pietà dei Turchini è una delle chiese monumentali di Napoli.

## Storia
La Congregazione dei Bianchi dell'oratorio sottrasse dalla strada alcuni fanciulli abbandonati nei pressi della chiesa di Santa Maria Incoronata a rua Catalana. All'allargarsi della comunità, fu utile trasferirsi in via Medina, fondando, accanto all'orfanotrofio, questo tempio e l'annesso conservatorio. Qui si formarono alcuni tra i più importanti musicisti napoletani, come Alessandro Scarlatti, Gian Battista Pergolesi e Giovanni Paisiello. Nel 1808 i conservatori napoletani furono fusi insieme e trasferiti nell'ex convento di San Sebastiano, per essere poi spostati nel 1826 a San Pietro a Maiella.
Il nome della chiesa deriva dal colore della talare indossato dagli orfani.

## Descrizione

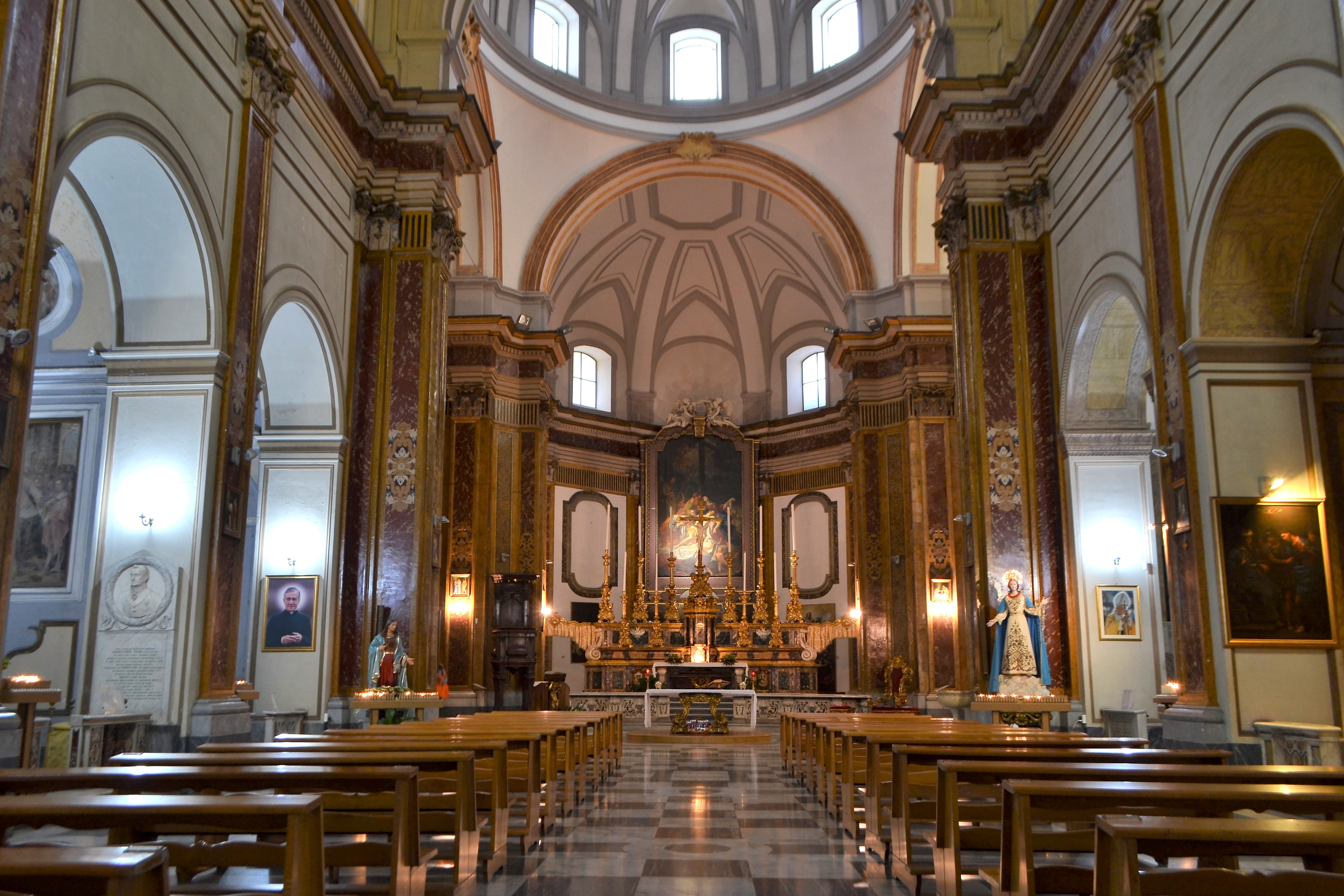
Interno della Chiesa

La chiesa fu eretta nel 1592 e ultimata nel 1595 e in questa fase presentava un'unica navata con cinque cappelle laterali. Tra il 1633 e il 1639 venne ampliata con il transetto, l'abside e la cupola e raggiunse le dimensioni attuali. L'interno, con un'unica navata e cappelle laterali, presenta elementi architettonici tipici del periodo della Controriforma. La facciata, realizzata nel 1769-70 da Bartolomeo Vecchione, è ornata da stucchi rococò e preceduta da una cancellata.
Il soffitto era originariamente decorato con una serie di dipinti su tela realizzati da Giuseppe Marullo entro il 1646, oggi dispersa.

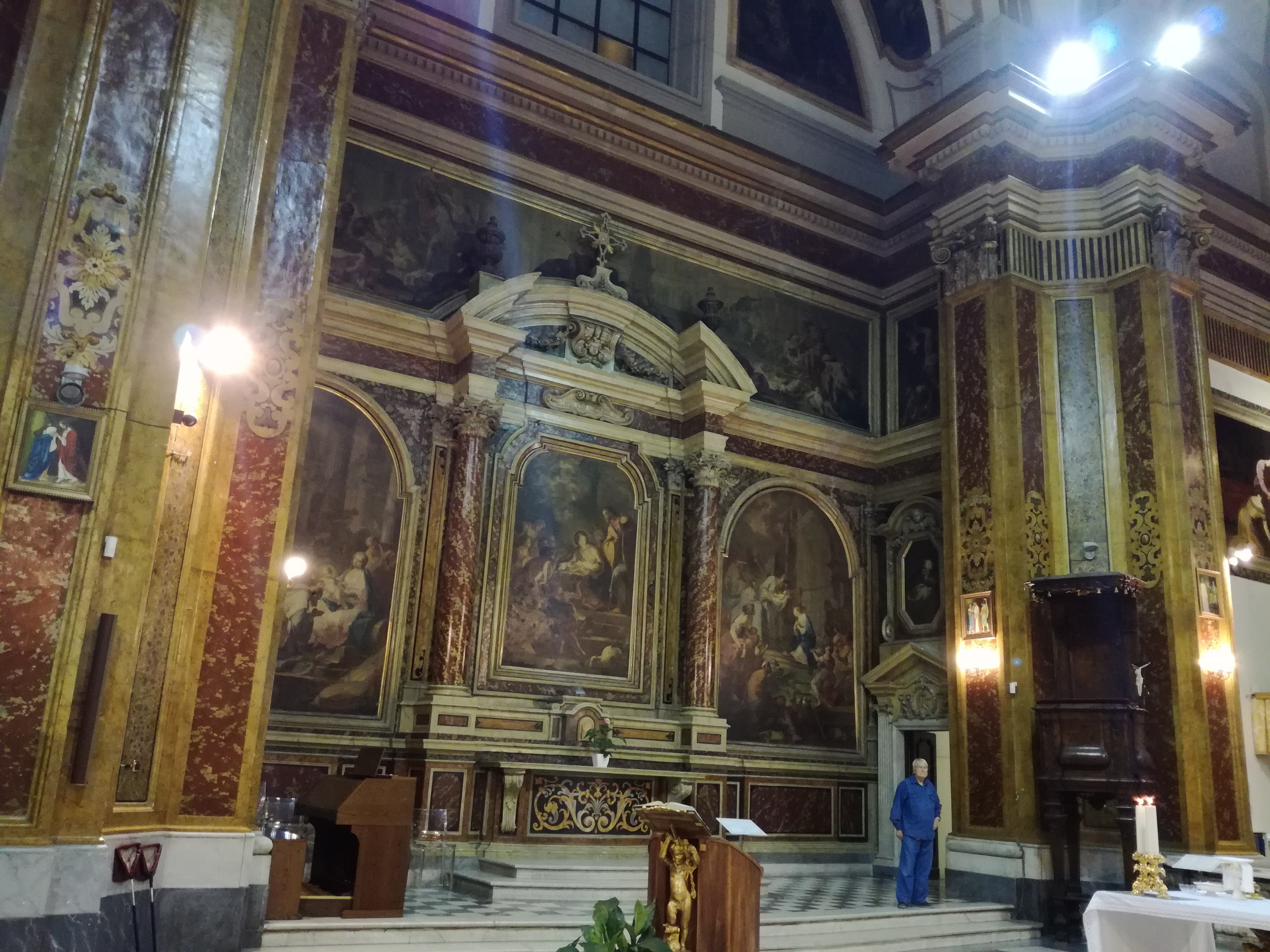
Il transetto sinistro, particolare della Natività di Juan Do

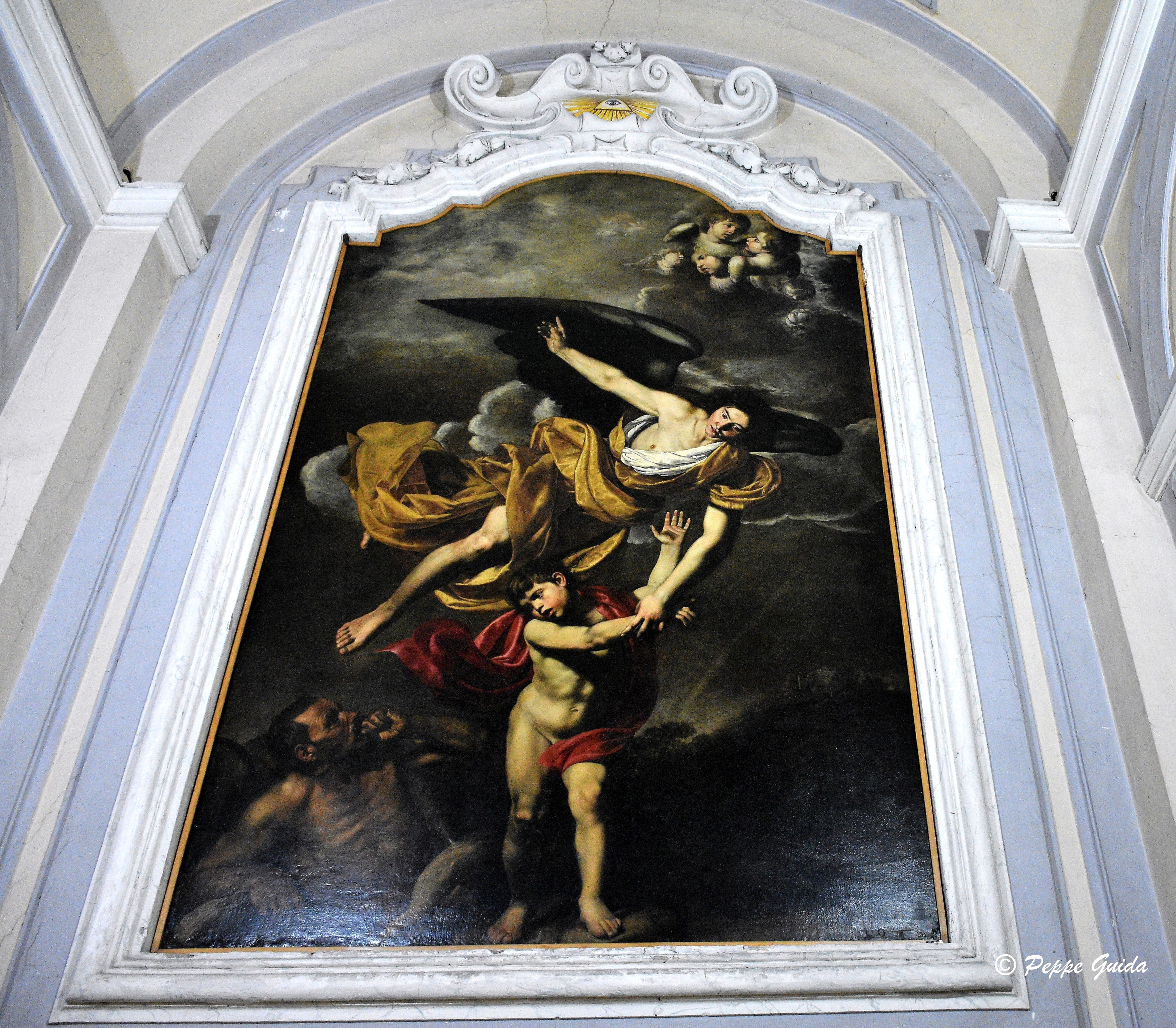
Filippo Vitale - L'Angelo custode

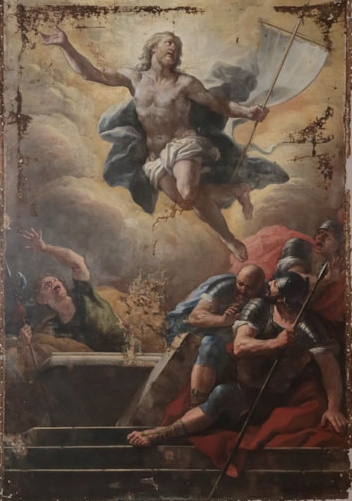
Paolo De Matteis - La Resurrezione

Le cappelle laterali sono 10 più 2 cappelloni del transetto, uno a sinistra e l'altro a destra dell'altare maggiore. Ognuna delle cappelle e decorata o con affreschi oppure con dipinti di alcuni dei più importanti artisti del periodo. Di particolare pregio nella chiesa non sono solo i dipinti, ma anche i preziosi marmi dei vari altari.
Partendo da sinistra, nella prima cappella si trova Il transito di San Giuseppe di Paolo de Matteis, insieme alle opere di Domenico Fiasella, provenienti dalla vicina chiesa di San Giorgio dei Genovesi, collocate sulle pareti laterali; nella terza cappella si trova un dipinto su tavola dell'Annunciazione, da poco attribuito a Belisario Corenzio; la quarta cappella è dedicata a San Nicola, la cui storia è raccontata nel ciclo di affreschi, molto rovinato, di Agostino Beltrano; nella quinta troviamo al centro l'Angelo Custode di Filippo Vitale, accompagnato da una Deposizione di Luca Giordano e una Resurrezione di Cristo di Paolo de Matteis.
Il cappellone del transetto sinistro fu realizzato da Giacinto Diano verso gli anni ottanta del '700 con storie legate alla nascita di Cristo; a questi anni appartiene anche la Pietà collocata sull'altare maggiore.
Dal transetto sinistro si accede alla sagrestia, dove si trova la Natività di Juan Do, artista spagnolo molto legato a Jusepe de Ribera.
Nell'area absidale si trova l'Invenzione della Croce di Luca Giordano, realizzata inizialmente per la sagrestia; in quegli anni il pittore era stato anche incaricato della decorazione della cupola, per la quale realizzò una tela con l'Ascensione, perduta durante i bombardamenti della seconda guerra mondiale.

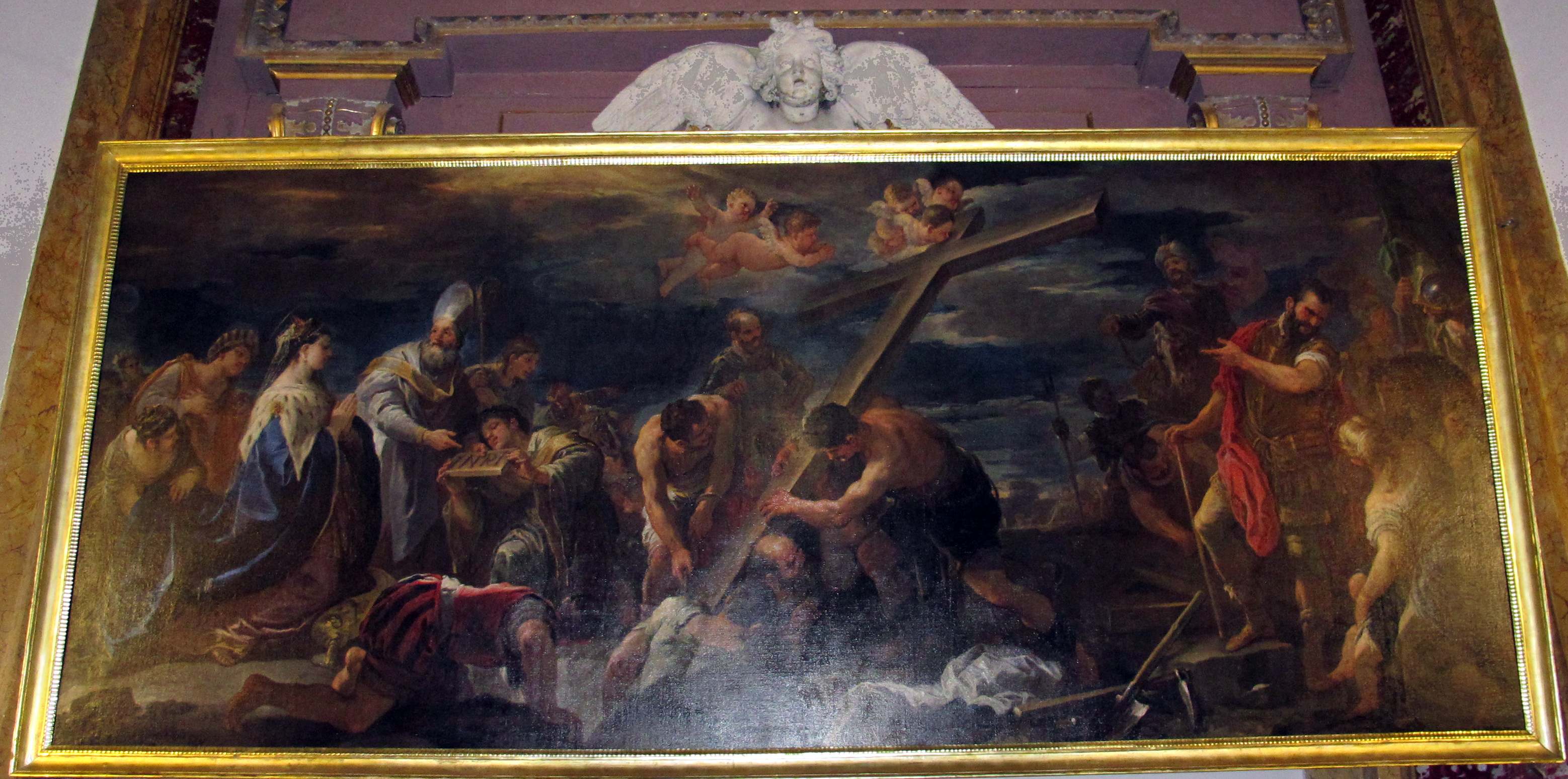
Luca Giordano - L'Invenzione della Croce

L'altare maggiore fu realizzato da Giovanni Atticciati nel 1770-73 in splendidi marmi policromi.
Continuando, si passa al cappellone del transetto destro dedicato a Sant'Anna: le tele qui conservate sono di Andrea e Nicola Vaccaro e Giacomo Farelli; Andrea Vaccaro operò pure nella quarta cappella a destra, dove realizzò due quadri con episodi della Passione di Cristo; nella terza si trova la Trinitas Terrestris di Battistello Caracciolo, di notevole influenza caravaggesca; nella seconda cappella si conserva la Madonna del Rosario che Andrea Molinaro realizzò per Leonardo Genoino, mentre sulle pareti laterali ci sono due quadri di Luca Giordano, San Giacinto che passa il Boristene e Santa Rosa da Lima che ha la visione della Madonna. Infine, nella prima cappella a destra si trova la tela di Giovan Battista Rossi che raffigura i Santi Gennaro e Antonio da Padova, affiancata lateralmente dal dipinto Il Beato Bernardo Tolomei che guarisce un'indemoniata di Francesco Romanelli.